# Northumberland International 1983
Die Northumberland International 1983 im Badminton fanden in Ashington, Northumberland, England, statt.

## Finalresultate
| Disziplin    | Sieger                           | Finalist                            | Ergebnis     |
| ------------ | -------------------------------- | ----------------------------------- | ------------ |
| Herreneinzel | Morten Frost                     | Steen Fladberg                      | 15–6, 15–6   |
| Dameneinzel  | Kirsten Larsen                   | Helen Troke                         | 11–6, 11–1   |
| Herrendoppel | Thomas Kihlström Stefan Karlsson | Morten Frost Jens Peter Nierhoff    | 15–12, 15–10 |
| Damendoppel  | Dorte Kjær Nettie Nielsen        | Maria Bengtsson Christine Magnusson | 15–12, 15–10 |
| Mixed        | Martin Dew Gillian Gilks         | Jesper Helledie Dorte Kjær          | 15–9, 15–1   |